# Sergio García Sánchez
Pour les articles homonymes, voir Sergio Garcia et García.
Sergio García Sánchez, dit Sergio García, né le 15 mai 1967 à Guadix est un auteur de bande dessinée et un illustrateur espagnol.

## Biographie
Il enseigne à l'École des Beaux-Arts de Grenade (section dessin de mode puis design graphique).

## Ouvrages
- Géographie martienne, Dargaud :

1. Utopia, 1996  (ISBN 2-87129-099-7).
2. Mons Olimpius, 1997  (ISBN 2-87129-118-7).
3. Domus, 1998  (ISBN 2-87129-166-7)[2].

- Les Trois Chemins (dessin), avec Lewis Trondheim (scénario), Delcourt, coll. « Jeunesse » :

1. Les Trois Chemins, 2000  (ISBN 2-84055-461-5).
2. Les Trois Chemins Sous Les Mers, 2003  (ISBN 2-84789-113-7).

- Dexter London (dessin), avec Leo (scénario), Dargaud :

1. Aventurier professionnel, 2002  (ISBN 2-87129-351-1)[3].
2. La Traversée du désert, 2003  (ISBN 2-87129-519-0).
3. Les Sources du Rouandiz, 2005  (ISBN 2-87129-747-9).

- L'Aventure d'une BD, Delcourt, 2004  (ISBN 978-2-84789-404-2)[4],[5].
- Bande dessinée, apprendre et comprendre (dessiner), avec Lewis Trondheim (scénario), Delcourt, 2006  (ISBN 2-7560-0227-5)[6].
- Soleilman, livre-CD écrit, composé et chanté par Dick Annegarn, éditions Actes Sud Junior, 2007  (ISBN 9782742764457)[7].
- Odi's Blog, avec Lola Moral (co-scénario), Dargaud :

1. Odi'sblog 1.0, 2008  (ISBN 978-2-505-00358-8).
2. Odi'sblog 2.1, 2009  (ISBN 978-2-505-00511-7).

- Mono & Lobo (dessin), avec Lola Moral (scénario), Delcourt, coll. « Jeunesse », 2010  (ISBN 978-2-7560-2218-5).
- Alicia et le Jeu de l'oie (dessin), avec Lola Moral (scénario), Delcourt, coll. « Jeunesse », 2012  (ISBN 978-2-7560-2811-8).